# 国道112号
国道112号（こくどう112ごう）は、山形県山形市から鶴岡市を経由して、酒田市に至る一般国道である。

## 概要

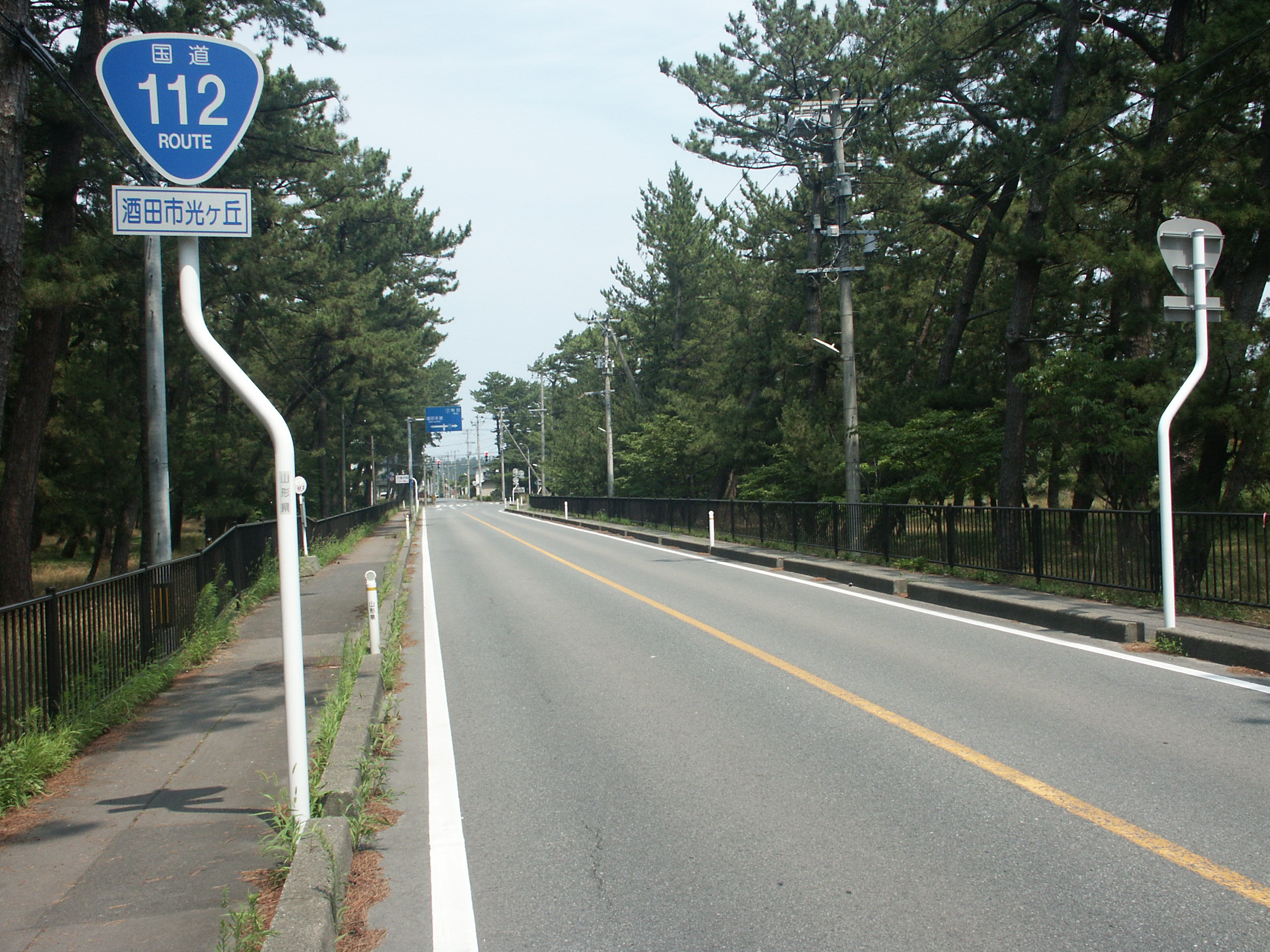
酒田市光が丘付近

村山地方と庄内地方を結ぶ六十里越街道が基本になっている。国道指定当初は山形市と鶴岡市を結ぶ路線であったが、1993年（平成5年）に延伸し、現在は酒田市までとなっている。途中、自動車専用道路の「月山道路」となり、山形自動車道（東北横断自動車道酒田線）の路線網の一部に組み込まれている。
この路線は山形市と寒河江市を結ぶ重要な路線であるが、山形市陣場と東村山郡中山町達磨寺との間は片側1車線のため朝夕のラッシュ時には渋滞が発生する。
山形市の十日町から七日町まで元は片側1車線ずつの対面通行であったが、容量確保のため、現在では寒河江方面（北行・下り線）の一方通行となっており、上り線は無い。同時にこの区間は「ほっとなる通り」と名付けられており、沿道は同市の中心商店街である七日町商店街となっている。毎年8月上旬には山形花笠まつりの主要会場となり、交通規制が行われる。

### 路線データ
一般国道の路線を指定する政令に基づく起終点および重要な経過地は次のとおり。
- 起点：山形市（飯田交差点 = 国道13号交点、国道48号終点）
- 終点：酒田市（宮海 = 国道7号交点）
- 重要な経過地：寒河江市、鶴岡市
- 総延長 : 166.0 km（重用延長を含む）[2][注釈 3]
- 重用延長 : 3.6 km[2][注釈 3]
- 未供用延長 : なし[2][注釈 3]
- 実延長 : 162.4 km[2][注釈 3]
  - 現道 : 135.1 km[2][注釈 3]
  - 旧道 : 27.2 km[2][注釈 3]
  - 新道 : なし[2][注釈 3]
- 指定区間：山形市飯田西四丁目441番5 - 鶴岡市美咲町20番25（起点 - 国道7号と重複する区間・山形県道47号鶴岡羽黒線起点）[3]

山形県西村山郡西川町大字月山沢字上野241番235 -（経由地省略）- 鶴岡市田麦俣字清水尻92番（月山道路と並行する六十里越街道）を除く

## 歴史
- 1953年（昭和28年）5月18日 - 二級国道112号山形鶴岡線（山形市 - 鶴岡市）として指定施行[4]。
- 1965年（昭和40年）4月1日 - 道路法改正により一級・二級区分が廃止されて一般国道112号として指定施行[1]。
- 1993年（平成5年）4月1日 - 終点側を延伸し、一般国道112号（山形市 - 酒田市）として指定施行[5]。

## 路線状況

### 通称
- 羽州街道
- 寒河江街道
- 六十里越街道
- 愛称「月山花笠ライン」
- 羽州浜街道
- 愛称「ほっとなる通り」（七日町商店街。北端 - 南端）[6]

### バイパス
山形南道路
山形南道路（やまがたみなみどうろ）
山形中山道路
山形中山道路（やまがたなかやまどうろ）は山形市西部における渋滞解消や交通安全の確保を目的とした延長7.4 kmのバイパス道路である。2020年（令和2年）度に新規事業化。2024年（令和6年）9月29日に着工。

中山バイパス・寒河江バイパス
中山バイパス（なかやまバイパス）は、東村山郡中山町大字向新田から同町大字長崎に至り、寒河江バイパス（さがえバイパス）は、寒河江市大字島から同市大字八鍬に至るバイパス道路である。両バイパスは市町界となっている最上川を跨ぐ延長342 mの長崎大橋を介して接続しており、同橋は現道拡幅によって2009年（平成21年）に両側4車線に改良された。寒河江バイパス沿線には道の駅寒河江が開業している。
両側2車線として全線で供用を開始したのは、中山バイパスが1978年（昭和53年）、寒河江バイパスは山形自動車道寒河江ICが開設される前年にあたる1988年（昭和63年）10月のことである。寒河江バイパスでは、2000年（平成12年）から順次4車線での供用を開始している。
白岩バイパス
白岩バイパス（しらいわバイパス）は、寒河江市大字八鍬東から同市大字白岩に至る延長4.5 kmのバイパス道路である。1999年（平成11年）10月に完成2車線として全線で供用を開始した。
寒河江市白岩地区では人家連担地域を通過し、道路幅員の狭小や交通量の増加に伴う渋滞や冬期の積雪による離合困難が発生していた。このため1987年（昭和62年）に事業着手し、1993年（平成5年）の工事着手を経て1998年（平成10年）に東側1.0 kmの一部区間を先行して供用していた。

月山道路
月山（がっさん）道路は、西村山郡西川町 - 鶴岡市にかけての六十里越街道をバイパスする路線で、高速自動車国道に並行する一般国道自動車専用道路（A'路線）である。詳しくは「月山道路」を参照のこと。
櫛引バイパス
櫛引バイパスは、鶴岡市板井川から鶴岡市下山添に至るバイパス道路である。1984年（昭和59年）に全線で供用を開始した。鶴岡市板井川 - 鶴岡市下山添の旧道は同年に山形県道383号板井川下山添線に移管された。
鶴岡東バイパス
鶴岡東バイパスは、鶴岡市外内島から鶴岡市道形町に至るバイパス道路である。1979年（昭和54年）に全線で供用を開始した。鶴岡市外内島 - 鶴岡市日吉町の旧道は1993年に山形県道350号たらのき代鶴岡線に移管された。
鶴岡北改良
鶴岡北改良は、鶴岡市宝田から鶴岡市本田に至る延長2.0 kmのバイパス道路である。2012年（平成24年）12月に完成4車線として全線で供用を開始した。鶴岡市道形（宝田） - 文下間では、沿道店舗の出入り車両増加に伴い渋滞が慢性化していた。平成15年度の事業化、平成17年度の工事着手を経て、2012年（平成24年）3月に暫定2車線で先行供用されていた。鶴岡北改良の完成によって、鶴岡東バイパスと国道7号三川バイパスとの間を連続的に走行できるようになった。鶴岡市宝田 - 鶴岡市文下 - 鶴岡市本田の旧道は山形県道350号たらのき代鶴岡線に移管されている。
加茂坂バイパス
加茂坂バイパスは、鶴岡市菱津から鶴岡市加茂に至るバイパス道路である。2003年（平成15年）に全線で供用を開始した。詳細は「加茂坂峠」を参照。なお、加茂坂バイパスから国道345号鶴岡南バイパスへの接続構想がある。

### 重複区間
- 国道458号（寒河江市白岩 - 寒河江市宮内・幸生交差点）
- 国道345号（鶴岡市外内島 - 鶴岡市宝町・大宝寺交差点）
- 国道7号（鶴岡市本田 - 鶴岡市平京田）

### 道路施設
月山道路の区間は、月山道路#主なトンネルと橋を参照

#### 橋梁
- 長崎大橋（東村山郡中山町 - 寒河江市）
- 新名川橋（鶴岡市）
- 出羽大橋（酒田市）

#### トンネル
- 横岫トンネル（西村山郡西川町）
- 横手トンネル（西村山郡西川町）
- 砂子関トンネル（西村山郡西川町）
- 朝日トンネル（鶴岡市）
- 大網トンネル（鶴岡市）
- 加茂坂トンネル（鶴岡市）

#### 道の駅
- 寒河江（寒河江市）
- にしかわ（西村山郡西川町）
- 月山（鶴岡市）

### 道路情報ラジオ
- 鶴岡市櫛引（山形方面のみ）
- 寒河江市八鍬（鶴岡方面のみ）

月山道路についての道路情報を放送している（AM1620 kHz）。

## 地理

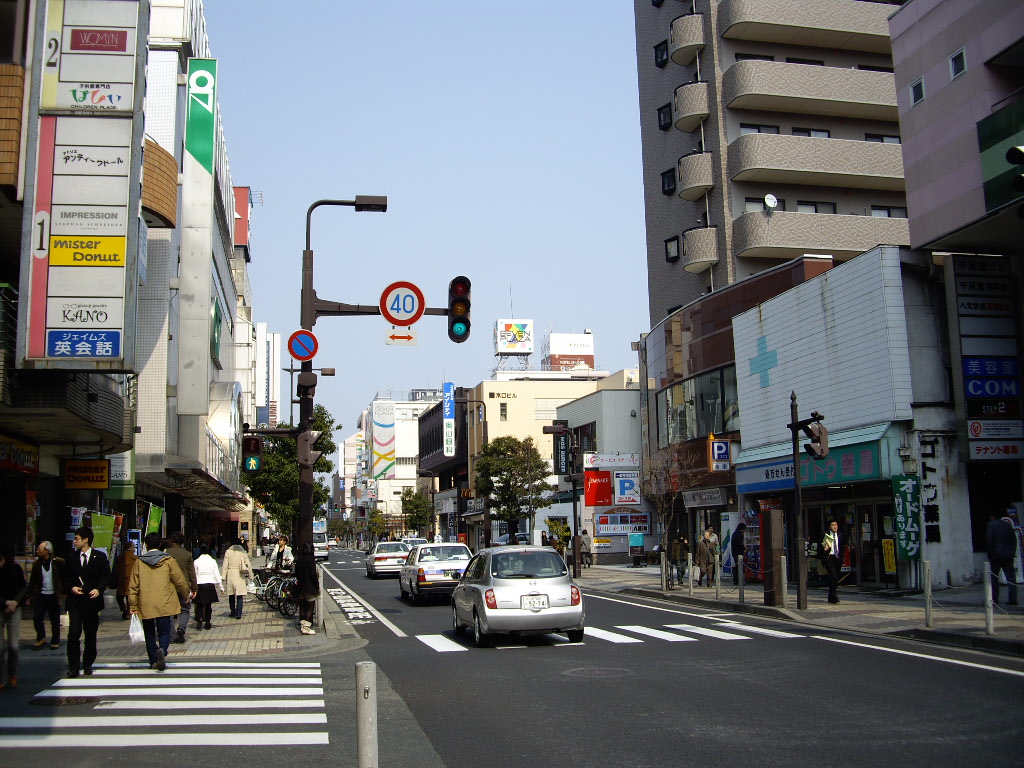
山形市七日町交差点付近

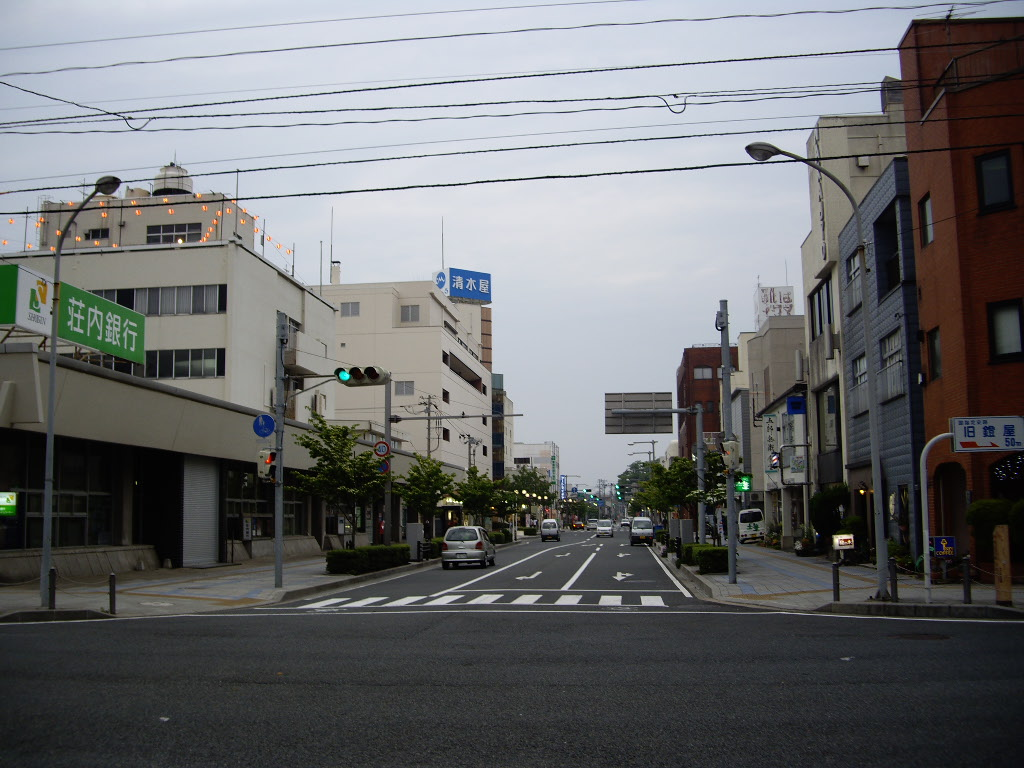
酒田市本町2丁目付近

### 通過する自治体
- 山形県
  - 山形市 - 東村山郡中山町 - 寒河江市 - 西村山郡西川町 - 鶴岡市 - 酒田市

### 交差する道路
- 国道13号・国道48号（山形市飯田西四丁目・飯田交差点）
- 国道286号・国道348号（山形市鉄砲町二丁目・鉄砲町2丁目交差点）
- E48 山形自動車道（寒河江市大字高屋・寒河江IC）
- 国道287号（※国道287号重複=国道347号）（寒河江市大字八鍬・高松交差点）
- 国道458号（寒河江市大字白岩）
- 国道458号（寒河江市大字宮内・幸生交差点）
- E48 山形自動車道（西村山郡西川町大字海味・西川IC）
- E48 山形自動車道（西村山郡西川町大字月山沢・月山IC）
- 湯殿山有料道路（鶴岡市田麦俣）
- E48 山形自動車道（鶴岡市田麦俣・湯殿山IC）
- 山形県道350号𣗄代鶴岡線（鶴岡市外内島・外内島交差点）
- 国道345号鶴岡南バイパス（鶴岡市外内島）
- 国道345号（鶴岡市宝町・大宝寺交差点）
- 国道7号（鶴岡市本田）
- 国道7号（鶴岡市平京田）
- 国道7号（酒田市宮海）

### 峠
- 大越（標高920 m、西村山郡西川町 - 鶴岡市）